# Battaglia di Sabilla
La battaglia di Sabilla (in arabo معركة السبلة‎?, Maʿrakat al-Sabilla), svoltasi il 29 marzo 1929 fu la battaglia principale e definitiva per il soffocamento della rivolta degli Ikhwān nel nord dell'Arabia Saudita, da parte dell'esercito di Ibn Saʿūd.
Essa pose fine al movimento tribale degli Ikhwān, che sosteneva un estremo conservatorismo in contrapposizione alle innovazioni proposte dal monarca saudita.
I ribelli, dotati di armi antiquate, vennero sconfitti in maniera definitiva dalle forze regolari saudite, che disponevano di armi moderne e cavalleria.
Fayṣal al-Dawīsh, uno dei tre capi della rivolta degli Ikhwān, venne ferito in battaglia: secondo i servizi informativi di Ibn Saʿūd, il suo ferimento fu di notevole gravità. Sultan bin Bajad presumibilmente fuggì dal teatro della battaglia.